# راشيل ووكر
راشيل ووكر (بالإنجليزية: Rachel Walker)‏ هي لاعب هوكي الحقل بريطانية، ولدت في 15 مايو 1979 في ورسستر في المملكة المتحدة.

## وصلات خارجية
- راشيل ووكر على موقع أوليمبيديا (الإنجليزية)
- راشيل ووكر على موقع اللجنة الأولمبية البريطانية (الإنجليزية)